# Patélana
Dans la mythologie romaine, Patélana (du latin patere, « s'ouvrir ») était une déesse agraire qui présidait l'ouverture de l'épi de grain. Selon Arnobe, on peut distinguer Patella pour les « choses ouvertes » de Patélana pour les « choses à ouvrir ». 
Elle est citée par Augustin d'Hippone dans une liste de divinités destinée tourner en dérision la religion traditionnelle romaine. Elle est à rapprocher des divinités consacrées à la formation de l'épi de blé : Nodutus, Volutina, Hostilina, Flora, Lacturnus et Matuta.